# Bataille de l'Anse des Irlandais
Guerre de Sécession
Batailles
Première campagne de Bayou Teche
- Fort Bisland
- Irish Bend
- Vermillion Bayou

La bataille de l'anse des Irlandais, (en anglais, Battle of Irish Bend) aussi appelée de bataille de Nerson's Woods ou de Franklin, voit la confrontation du major général de l'Union Nathaniel Prentice Banks et du major général confédéré Richard Taylor pendant les opérations de Banks dans la région du bayou Teche près de Franklin, le siège de la paroisse Ste-Marie dans le sud de la Louisiane.

## Prélude
Pendant que deux autres divisions de l'Union du XIX corps sous le commandement de Nathaniel Prentice Banks formant l'expédition dans l'ouest de la Louisiane traversent Berwick Bay (en) vers fort Bisland, la division du brigadier général Cuvier Grover remonte la rivière Atchafalaya dans Grand Lake, où elle peut soit bloquer la retraite confédérée, soit forcer à une retraite si les confédérés restent et combattent à fort Bisland. La bataille survient deux jours après la bataille de Fort Bisland.

## Bataille
La matin du 13 avril 1863, la division de Grover débarquent à proximité de Franklin et dispersent les troupes confédérées qui tentent de les empêcher de débarquer. Cette nuit là, Grover ordonne à la division de traverser le bayou Teche et de préparer une attaque contre Franklin, Louisiane, à l'aube. Pendant ce temps, néanmoins, le général Taylor réagit, présentant la menace indéniable sur ses arrières. Il commence à retirer ses forces de fort Bisland, et son avant-garde arrive rapidement. Le matin du 14 avril 1863, Taylor et ses hommes sont à Nerson's Woods, à environ 2,4 kilomètres (1,5 mile) au-dessus de Franklin. Alors de la brigade de tête de Grover progresse de quelques kilomètres, elle trouve les hommes de Taylor sur sa droite et entame une escarmouche. Le combat s'intensifie ; les confédérés attaquent, forçant les fédéraux à reculer. La canonnière Diana arrive et ancre le flanc droit confédéré sur le Teche. Pourtant, les hommes de Grover sont en supériorité numérique face aux confédérés, et quand il fait une pause pour déployer l'ensemble de ses forces, Taylor se retire plutôt que de risquer une bataille rangée contre un ennemi supérieur en nombre. Les hommes de Grover prennent la position stratégique qu'il espéraient. Cette victoire, ainsi que celle de fort Bisland, deux jours plus tôt, assure le succès de l'expédition en Louisiane occidentale.

## Forces en présence

### Union
Armée du Golfe - Major général Nathaniel P. Banks
- 4th Division - Brigadier général Cuvier Grover
  - 1st Brigade - Brigadier général William Dwight (en)
  - 2nd Brigade - Colonel William K. Kimball
  - 3rd Brigade - Colonel Henry Birge (en)
- Artillerie de réserve - Colonel James W. McMillan

### Confédération
District de Louisiane occidentale - Major général Richard Taylor
- Mouton's Brigade - brigadier général Jean Jacques Alfred Alexander Mouton
  - 18th Louisiana Infantry Regiment - Colonel Armand
  - 28th Louisiana Infantry Regiment - Colonel Henry Gray
  - 24th Louisiana Infantry Regiment (Crescent Regiment) - Colonel Bosworth
  - 10th Louisiana Infantry Bataillon (Yellow Jacket Bataillon) - Lieutenant Colonel Fournet
  - 12th Louisiana Infantry Bataillon (Clack's Bataillon / Confederate Guard Response Bataillon)
  - Pelican Battery - Captain Faries
  - Cornay's Battery - Lieutenant Gordy
  - Semmes' Battery - Lieutenant Barnes
- Sibley's Brigade - brigadier général Henry Hopkins Sibley
  - 4th Texas Cavalry Regiment - Colonel James Reily
  - 5th Texas Cavalry Regiment - Colonel Thomas Green
  - 7th Texas Cavalry Regiment - Colonel Arthur Bagby
  - 13th Texas Cavalry Bataillon (Waller's Bataillon)
  - Valverde Battery - Captain Sayer
- Unattached
  - 2nd Louisiana Cavalery Regiment - Colonel Vincent

## Sources
Cet article contient des informations du domaine public issues de documents du service des parcs nationaux.
- CWSAC Report Update - Louisiana